# Дефіцит вітаміну D
Гіповітаміноз D, дефіцит вітаміну D, нестача вітаміну D — це стан зниження рівню вітаміну D нижче норми. Найчастіше це явище трапляється у людей, які зазнають недостатнього впливу сонячного світла, особливо сонячного світла з достатньою кількістю ультрафіолетових променів групи B (UVB). Дефіцит вітаміну D також може бути спричинений недостатнім споживанням вітаміну D з їжею; розладами, що обмежують засвоєння вітаміну D; та розладами, що порушують перетворення вітаміну D на активні метаболіти, включаючи деякі захворювання печінки, нирок та спадкові захворювання.
Дефіцит вітаміну D погіршує мінералізацію кісток, що призводить до захворювань, що розм'якшують кістки, таких як рахіт у дітей. Це також може погіршити остеомаляцію та остеопороз у дорослих, збільшуючи ризик переломів кісток. М'язова слабкість також є поширеним симптомом дефіциту вітаміну D, що ще більше збільшує ризик падінь та переломів кісток у дорослих. Дефіцит вітаміну D пов'язаний з розвитком шизофренії.
Вітамін D може синтезуватися в шкірі під впливом сонячного ультрафіолетового випромінювання типу B. Жирна риба, така як лосось, оселедець та скумбрія, також є джерелами вітаміну D, як і гриби. Вітаміном D часто збагачують молоко і набіл, хліб, соки. Багато полівітамінів містять вітамін D у різних кількостях.

## Класифікації
Дефіцит вітаміну D зазвичай діагностується шляхом вимірювання концентрації 25-гідроксивітаміну D (25(OH)D) у сироватці крові, що є найточнішим показником запасів вітаміну D в організмі. Один нанограм на мілілітр (1 нг/мл) еквівалентно 2,5 наномолів на літр (2,5 нмоль/л).
- Важкий дефіцит: < 12 нг/мл (30 нмоль/л)[12]
- Дефіцит: < 20 нг/мл (50 нмоль/л)
- Недостатньо: 20-29 нг/мл (50-75 нмоль/л)
- Нормальний: 30-50 нг/мл (75-125 нмоль/л)

Рівень вітаміну D, що знаходиться в межах цього нормального діапазону, запобігає клінічним проявам недостатності вітаміну D, а також токсичності вітаміну D.

## Ознаки та симптоми

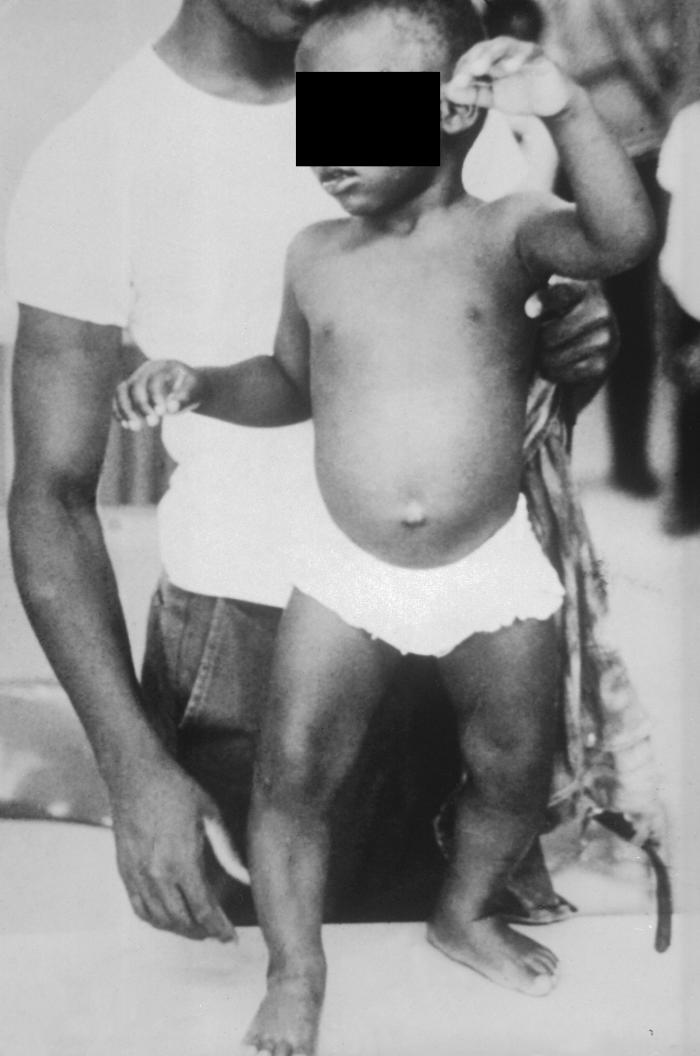
Дитина з рахітом

У більшості випадків дефіцит вітаміну D протікає майже безсимптомно. Його можна виявити лише за допомогою аналізів крові, але він є причиною деяких захворювань кісток і пов'язаний з іншими станами:

Зіставлення захворювань кісток з рівнем вітаміну D (кальцидіолу) в крові

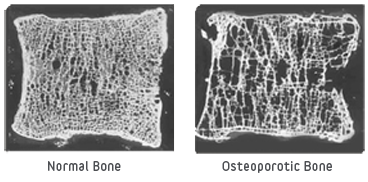
Нормальна кістка (ліворуч) і остеопороз (праворуч)

## Ускладнення
- Рахіт, дитяча хвороба, що характеризується затримкою росту та деформацією довгих кісток.[19] Найранішою ознакою дефіциту вітаміну D є краніотабес, аномальне пом'якшення або стоншення черепа.[20]
- Остеомаляція, потоншення кісток, що виникає тільки у дорослих та характеризується проксимальною м'язовою слабкістю та ламкістю кісток. Жінки після декілької вагітностей з дефіцитом вітаміну D мають високий ризик остеомаляції.[21]
- Остеопороз, стан, що характеризується зниженням мінеральної щільності кісток та збільшенням їх ламкості
- Підвищений ризик переломів[22][23]
- Міопатія: м'язові болі, слабкість, спазми (фасцикуляції) через зниження рівня кальцію в крові (гіпокальціємія);[24][25] порушення метаболізму глікогену м'язів (аномальне накопичення глікогену), атрофія II-го типу (швидких/гліколітичних) м'язових волокон та погіршення захоплення кальцію саркоплазматичним ретикулумом (потрібно для скорочення м'язів).[26]
- Періодонтит, місцеве запалення і втрата кістки, що може призвести до втрати зубів.[27]
- Прееклампсія: існує зв'язок між дефіцитом вітаміну D і розвитком прееклампсії. Точний механізм зв'язку не до кінця зрозумілий.[28] Дефіцит вітаміну D у матері може уразити дитику, викликаючи патологію кісток перед народженням та погіршуючи їх якість після.[19][29]
- Інфекції дихальної системи та ковіду-19: дефіцит вітаміну D може збільшити ризик тяжкої гострої респіраторної інфекції та ХОЗЛ.[30][31] Проведені дослідження вказують на можливий зв'язок між дефіцитом вітаміну D та симптомами ковіду-19.[32][33] Огляд показав, що дефіцит вітаміну D не був пов'язаний з вищими ризиками розвитку ковіду-19 але був пов'язаний з більшою тяжкістю хвороби, зокрема 80 % зростання ризиків госпіталізації та смерті.[34]
- Шизофренія: дефіцит вітаміну D асоціюється з розвитком шизофренії.[35] Люди з шизофренією зазвичай мають нижчі рівні вітаміну D.[36] Зовнішні фактори ризику цієї хвороби: пора року народження, широта, міграція пов'язані з дефіцитом вітаміну D, як й інші, наприклад, як ожиріння матері.[35][37] Вітамін D є життєво важливим для нормального розвитку нервової системи.[35][36] Дефіцит вітаміну D у матері може викликати попологові порушення нейророзвитку, які впривають на нейропередачу, пошкоджуючи мозкові ритки та метаболізм дофаміну.[36] Рецептори вітаміну D, CYP27B1, та CYP24A1 знайдені у різних ділянках мозку, що показує, що вітамін D є нейроактивним нейростероїдним гормоном ключовим для розвитку мозку та його нормальної функції.[35] Запалення як причинний фактор шизофренії зазвичай пригнічується вітаміном D.[36]
- Хвороба Паркінсона: багато досліджень підтвердили зв'язок між хворобою Паркінсона та низьким рівнем вітаміну D. Оскільки вітамін D має нейропротекторні властивості, можливо, що його дефіцит може спричинити хворобу Паркінсона, але остаточні висновки залишаються невизначеними.[38]

## Фактори ризику
Найбільш схильні до дефіциту вітаміну D люди, які мало перебувають на сонці. Певні кліматичні умови, звички в одязі, уникнення перебування на сонці та використання надмірної кількості сонцезахисного крему можуть обмежувати вироблення вітаміну D.

### Вік
Люди похилого віку мають вищий ризик дефіциту вітаміну D через поєднання кількох факторів ризику, включаючи зменшення дії сонячного світла, зменшення споживання вітаміну D з раціоном та зменшення товщини шкіри, що призводить до подальшого зниження засвоєння вітаміну D.

### Відсоток жиру
Оскільки вітамін D3 (холекальциферол) та вітамін D2 (ергокальциферол) є жиророзчинними, людям та іншим тваринам зі скелетом необхідно зберігати певну кількість жиру. Без жиру тварині буде важко засвоювати вітамін D2 та вітамін D3, і чим нижчий відсоток жиру, тим більший ризик дефіциту цих вітамінів, що характерно для деяких спортсменів, які прагнуть схуднути якомога швидше.

### Недоїдання
Хоча рахіт та остеомаляція зараз рідкісні у Великій Британії, спалахи остеомаляції в деяких іммігрантських громадах були пов'язані з жінками, які, здавалося б, достатньо перебували на вулиці протягом дня, і носили типовий західний одяг. Темніша шкіра та зменшення впливу сонячного світла не призводили до рахіту, якщо тільки раціон не відхилявся від західної моделі всеїдності, що характеризується високим споживанням м'яса, риби та яєць і низьким споживанням злаків високої очистки. У сонячних країнах, де рахіт зустрічається серед дітей старшого віку та малюків, його пов'язують з низьким споживанням кальцію з їжею. Це характерно для споживання дієт на основі злаків з обмеженим доступом до молочних продуктів. Раніше рахіт був серйозною проблемою охорони здоров'я серед населення США; у Денвері майже дві третини з 500 дітей мали легкий рахіт наприкінці 1920-х років. Збільшення частки тваринного білка в американському раціоні 20-го століття в поєднанні зі збільшенням споживання молока, збагаченого відносно невеликою кількістю вітаміну D, збіглося з різким зниженням кількості випадків рахіту. Однак одне дослідження дітей у лікарні в Уганді не виявило суттєвої різниці в рівні вітаміну D у дітей з недоїданням порівняно з дітьми, які не страждають на недоїдання. Оскільки обидві групи були в групі ризику через темнішу пігментацію шкіри, в обох групах спостерігався дефіцит вітаміну D. Харчовий статус, схоже, не відігравав жодної ролі в цьому дослідженні.

### Ожиріння
Існує підвищений ризик дефіциту вітаміну D у людей, які вважаються людьми з надмірною вагою або ожирінням на основі вимірювання індексу маси тіла (ІМТ). Зв'язок між цими умовами недостатньо вивчений. Різні фактори можуть сприяти цьому зв'язку, зокрема дієта та вплив сонячного світла. З іншого боку, вітамін D є жиророзчинним, тому його надлишок може зберігатися в жировій тканині та використовуватися взимку, коли перебування на сонці обмежене.

### Вплив сонця
Використання сонцезахисного крему з фактором захисту 8 теоретично може пригнічувати вироблення вітаміну D у шкірі понад 95 %. Однак на практиці сонцезахисний крем застосовується таким чином, щоб мати незначний вплив на рівень вітаміну D. На достатність вітаміну D в Австралії та Новій Зеландії навряд чи вплинули кампанії, що пропагують використання сонцезахисних кремів. Натомість, носіння одягу ефективніше зменшує кількість шкіри, що піддається впливу UVB-випромінювання, та знижує природний синтез вітаміну D. Одяг, що покриває значну частину шкіри, при постійному та регулярному носінні, такий як паранджа, корелює з нижчим рівнем вітаміну D та підвищеною поширеністю дефіциту вітаміну D.
Регіони, віддалені від екватора, мають високі сезонні коливання кількості та інтенсивності сонячного світла. У Великій Британії поширеність низького рівня вітаміну D у дітей та підлітків вища взимку, ніж влітку. Такі фактори способу життя, як робота в приміщенні чи на вулиці, а також час, проведений на свіжому повітрі, відіграють важливу роль.
Крім того, дефіцит вітаміну D пов'язують з урбанізацією, яка пов'язана із забрудненням повітря, яке блокує ультрафіолетове випромінювання, і зі збільшенням кількості людей, які працюють у приміщенні. Люди похилого віку, як правило, менше піддаються впливу ультрафіолетового випромінювання через малорухомість, перебування в стаціонарних закладах та вдома, що призводить до зниження рівня вітаміну D.

### Темніший колір шкіри
Через меланін, який забезпечує природний захист від сонця, темношкірі люди схильні до дефіциту вітаміну D. Людям з природно темнішою шкірою необхідно в 3-5 разів більше сонячного світла, щоб виробляти таку ж кількість вітаміну D, як і людям зі світлою шкірою.

### Мальабсорбція
Рівень дефіциту вітаміну D вищий серед людей з нелікованою целіакією, запальними захворюваннями кишечника, екзокринною недостатністю підшлункової залози внаслідок муковісцидозу та синдромом короткої кишки, які можуть спричиняти проблеми мальабсорбції. Дефіцит вітаміну D також частіше зустрічається після хірургічних процедур, що зменшують всмоктування з кишечника, включаючи процедури для схуднення.

### Критична хвороба
Дефіцит вітаміну D пов'язаний зі збільшенням смертності при критичних захворюваннях. Люди, які приймають добавки вітаміну D перед госпіталізацією до відділення інтенсивної терапії, мають меншу ймовірність померти, ніж ті, хто не приймає такі добавки. Крім того, рівень вітаміну D знижується під час перебування у відділенні інтенсивної терапії. Вітамін D3 (холекальциферол) або кальцитріол, що приймаються перорально, можуть знизити рівень смертності без значних несприятливих ефектів.

### Грудне вигодовування
Немовлятам, яких годують виключно грудьми, потрібен вітамін D, особливо якщо у них темна шкіра або мінімальний сонячний вплив. Американська академія педіатрії рекомендує всім дітям, яких годують грудьми, отримувати 400 міжнародних одиниць (МО) на день перорального вітаміну D.

## Патофізіологія
Зменшення впливу сонячного світла на шкіру є поширеною причиною дефіциту вітаміну D. У людей з темнішим пігментом шкіри та підвищеною кількістю меланіну може бути знижене вироблення вітаміну D. Меланін поглинає ультрафіолетове випромінювання типу B від сонця та зменшує вироблення вітаміну D. Сонцезахисний крем також може зменшити вироблення вітаміну D. Ліки можуть пришвидшувати метаболізм вітаміну D, спричиняючи його дефіцит.
Печінка необхідна для перетворення вітаміну D на 25-гідроксивітамін D. Це неактивний, але необхідний попередник (будівельний блок) для створення активної форми вітаміну D.
Нирки відповідають за перетворення 25-гідроксивітаміну D на 1,25-гідроксивітамін D. Це активна форма вітаміну D в організмі. Захворювання нирок знижує утворення 1,25-гідроксивітаміну D, що призводить до дефіциту ефектів вітаміну D.
Кишкові захворювання, що призводять до порушення всмоктування поживних речовин, також можуть сприяти дефіциту вітаміну D, зменшуючи кількість вітаміну D, що засвоюється з їжею. Крім того, дефіцит вітаміну D може призвести до зниження всмоктування кальцію кишечником, що призводить до збільшення вироблення остеокластів, які можуть руйнувати кісткову матрицю людини. У станах гіпокальціємії кальцій виходить з кісток і може призвести до вторинного гіперпаратиреозу, який є реакцією організму на підвищення рівня кальцію в сироватці крові. Кальцій активно поглинається нирками і він же продовжує виводитися з кісток. Якщо це триває тривалий час, це може призвести до остеопорозу у дорослих та рахіту у дітей.

## Діагностика
ля визначення статусу вітаміну D зазвичай використовується визначення концентрації кальцифедіолу в сироватці крові, також званого 25-гідроксивітаміном D (скорочено 25(OH)D). Більшість вітаміну D перетворюється на 25(OH)D у сироватці крові, що дає точну картину статусу вітаміну D. Рівень сироваткового 1,25(OH)D (кальцитріолу) зазвичай не використовується для визначення статусу вітаміну D, оскільки він часто регулюється іншими гормонами в організмі, такими як паратгормон. Рівень 1,25(OH)D може залишатися нормальним, навіть якщо у людини може бути дефіцит вітаміну D. Також вважається доцільним лікувати осіб з групи ризику добавками вітаміну D без перевірки рівня 25(OH)D у сироватці крові, оскільки про випадки токсичності вітаміну D повідомлялися рідко.
Рівні 25(OH)D, що постійно перевищують 200 нанограмів на мілілітр (нг/мл) (500 наномолей на літр, нмоль/л), є потенційно токсичними. Токсичність вітаміну D зазвичай виникає внаслідок надмірного вживання його добавок. Причиною симптомів часто є гіперкальціємія, а рівень 25(OH)D перевищує 150 нг/мл (375 нмоль/л), хоча в деяких випадках рівні 25(OH)D можуть здаватися нормальними. Рекомендується періодичне вимірювання рівня кальцію в сироватці крові у осіб, які отримують великі дози вітаміну D.

## Скринінг
Офіційна рекомендація Робочої групи профілактичних служб США полягає в тому, що для осіб, які не належать до групи ризику та не мають симптомів, немає достатніх доказів користі від скринінгу на дефіцит вітаміну D.

## Лікування

### Вплив ультрафіолету B
Внаслідок впливу ультрафіолетового випромінювання передозування вітаміном D неможливе: шкіра досягає рівноваги, при якій вітамін руйнується так само швидко, як і утворюється.
Вплив фотонів (світла) на певних довжинах хвиль вузькосмугового УФB-випромінювання дозволяє організму виробляти вітамін D.

### Харчова підтримка

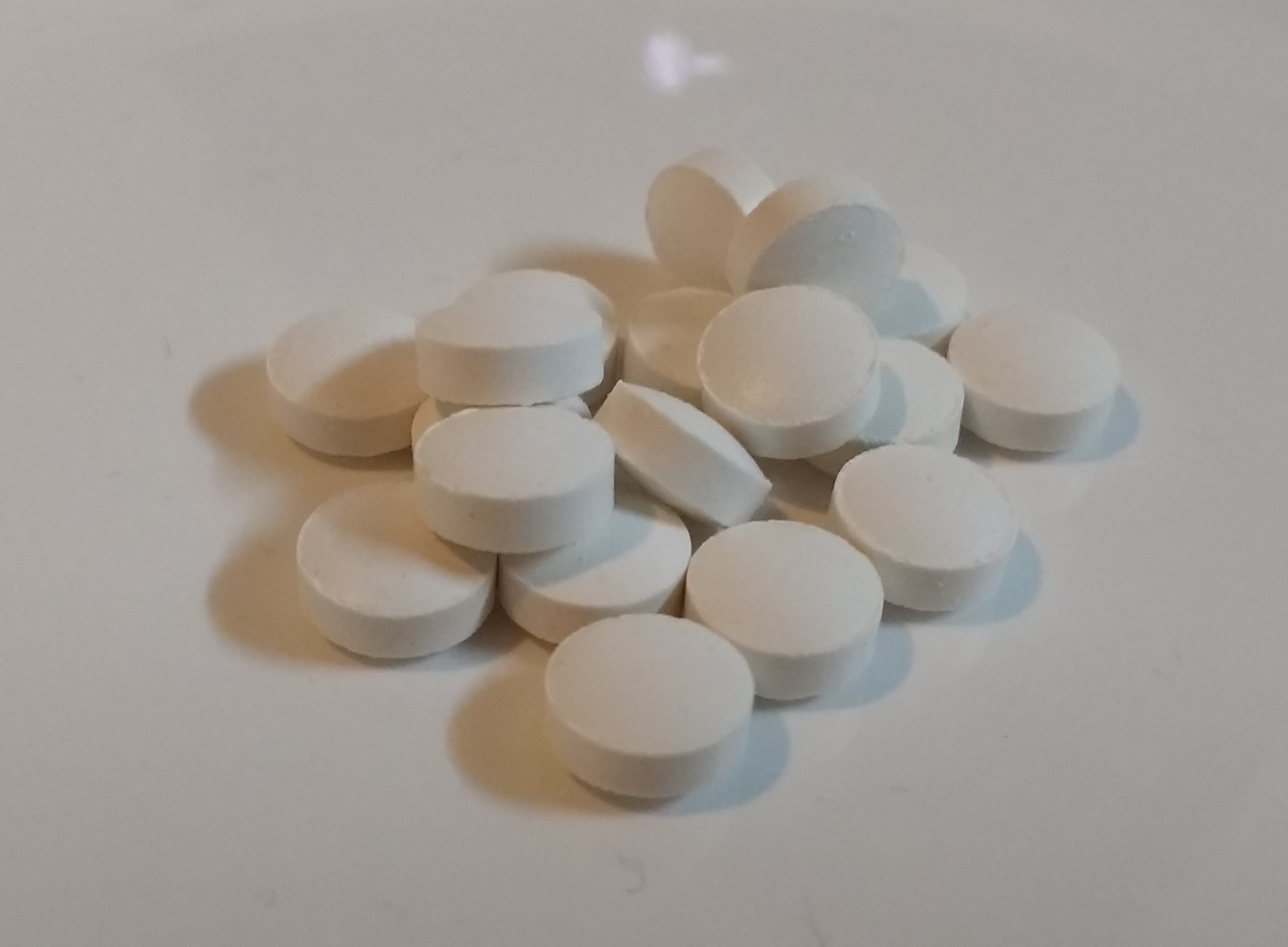
Добавки вітаміну D_{2}

У Сполучених Штатах та Канаді станом на 2016 рік рекомендована кількість вітаміну D становить 400 МО на день для дітей, 600 МО для дорослих віком до 70 років та 800 МО для людей старше 70 років. Канадське педіатричне товариство рекомендує вагітним або жінкам, що годують грудьми, приймати 2000 МО/день, а всім дітям, яких годують виключно грудьми, — добавку 400 МО/день, а немовлята, які живуть на північ від 55° пн.ш., отримують 800 МО/день з жовтня по квітень.
У Сполучених Штатах та Канаді станом на 2016 рік рекомендована кількість вітаміну D становить 400 МО на день для дітей, 600 МО для дорослих віком до 70 років та 800 МО для людей старше 70 років. Канадське педіатричне товариство рекомендує вагітним або жінкам, що годують грудьми, приймати 2000 МО/день, а всім дітям, яких годують виключно грудьми, — добавку 400 МО/день, а немовлята, які живуть на північ від 55° пн.ш., отримують 800 МО/день з жовтня по квітень.
Лікування дефіциту вітаміну D залежить від його ступеня. Лікування включає високодозову початкову фазу до досягнення необхідних рівнів у сироватці крові, а потім підтримку досягнутих рівнів. Чим нижча концентрація 25(OH)D у сироватці крові перед лікуванням, тим вища доза потрібна для швидкого досягнення прийнятного рівня в сироватці крові.
Початкове лікування високими дозами може проводитися щодня або щотижня, або може бути у вигляді однієї чи кількох разових доз (також відоме як штосс-терапія, від німецького слова Stoß, що означає «штовхати»).
Поки що немає єдиної думки щодо того, як найкраще досягти оптимального рівня в сироватці крові. Хоча є докази того, що вітамін D3 підвищує рівень 25(OH)D у крові ефективніше, ніж вітамін D2, інші дані вказують на те, що D2 та D3 однаково важливі для підтримки статусу 25(OH)D.

#### Початкова фаза

##### Щоденна, щотижнева або щомісячна доза
Для лікування рахіту Американська академія педіатрії (англ. AAP) у дітей рекомендує два-три місяці початкового лікування вітаміном D у високих дозах. У цьому режимі добова доза холекальциферолу становить 1000 МО для новонароджених, від 1000 до 5000 МО для немовлят віком від 1 до 12 місяців та 5000 МО для пацієнтів старше 1 року.
Для дорослих призначені інші дозування. Огляд 2008/2009 року рекомендував дозу 1000 МО холекальциферолу на 10 нг/мл необхідного підвищення рівня сироватки, що вводиться щодня протягом двох-трьох місяців. В іншій настанові щодо навантажувальної дози холекальциферолу для дорослих з дефіцитом вітаміну D, щотижнева доза призначається до загальної кількості, пропорційної необхідному підвищенню рівня сироватки (до рівня 75 нмоль/л) та в певних межах маси тіла.
Згідно з новими даними та практиками, що стосуються рівня вітаміну D у загальній популяції Франції, для встановлення оптимального статусу вітаміну D та частоти періодичного прийому добавок пацієнти з остеопорозом та дефіцитом вітаміну D або з високим ризиком їх розвитку повинні розпочинати прийом добавок з фази навантаження, що складається з 50000 МО вітаміну D щотижня протягом восьми тижнів пацієнтам з рівнем < 20 нг/мл та 50000 МО щотижня протягом чотирьох тижнів пацієнтам з рівнями між 20 та 30 нг/мл. Згодом слід призначити довгострокове додавання препарату у дозі 50000 МО щомісяця. Якщо з'являться фармацевтичні форми, придатні для щоденного прийому добавок, пацієнти, які добре дотримуються режиму лікування, можуть приймати щоденну дозу, визначену на основі рівня 25(OH)D.
Немає узгоджених даних, які б вказували на ідеальний режим прийому добавок вітаміну D, і питання ідеального часу між дозами досі є предметом дискусій. Іш-Шалом та ін. провели дослідження на жінках похилого віку, щоб порівняти ефективність та безпеку добової дози 1500 МО до тижневої дози 10500 МО та до дози 45000 МО, яку призначали кожні 28 днів протягом двох місяців. Вони дійшли висновку, що прийом вітаміну D може бути однаково високим за допомогою щоденного, щотижневого або щомісячного дозування. Інше дослідження, яке порівнювало щоденне, щотижневе та щомісячне додавання вітаміну D у пацієнтів з дефіцитом, було опубліковано Такачем та ін. Вони повідомили про однакову ефективність 1000 МО що приймається щодня, 7000 МО, що приймається щотижня та 30000 МО, що приймають щомісяця. Тим не менш, ці послідовні висновки відрізняються від звіту Чела та ін., в якому щоденна доза була ефективнішою, ніж щомісячна. У цьому дослідженні розрахунок відповідності міг бути сумнівним, оскільки враховувалися лише випадкові зразки повернутих ліків. У дослідженні De Niet та ін. 60 суб'єктів з дефіцитом вітаміну D були рандомізовані для отримання 2000 МО вітаміну D3 щодня або 50000 МО щомісяця. Вони повідомили про подібну ефективність двох частот дозування, причому щомісячна доза забезпечувала швидшу нормалізацію рівня вітаміну D.

##### Терапія одноразовою дозою
Як варіант, використовується одноразовий прийом вітаміну, наприклад, якщо є занепокоєння щодо дотримання пацієнтом режиму лікування. Одноразова доза може вводитися ін'єкційно, але зазвичай її застосовують перорально.

##### Дози вітаміну D та харчування
Прийом їжі та вміст жиру в ній також можуть бути важливими. Оскільки вітамін D є жиророзчинним, існує гіпотеза, що його засвоєння покращиться, якщо пацієнтам буде запропоновано приймати добавку під час їжі. Раймундо та ін. провели різні дослідження, які підтвердили, що їжа з високим вмістом жирів збільшує засвоєння вітаміну D3, виміряне за допомогою сироваткового 25(OH)D. Клінічний звіт показав, що рівень сироваткового 25(OH)D збільшився в середньому на 57 % протягом 2-3 місяців у 17 пацієнтів клініки після того, як їм було запропоновано приймати свою звичайну дозу вітаміну D під час найбільшого прийому їжі протягом дня.
В іншому дослідженні, проведеному за участю 152 здорових чоловіків та жінок, було зроблено висновок, що дієти, багаті на мононенасичені жирні кислоти, можуть покращити, а ті, що багаті на поліненасичені жирні кислоти, можуть знизити ефективність добавок вітаміну D3. В іншому дослідженні, проведеному Кавальєром Е. та ін., 88 суб'єктів отримали перорально разову дозу 50000 МО вітаміну D3, розчиненого в масляному розчині, у вигляді двох ампул, кожна з яких містить 25000 МО (D‐CURE®, Laboratories SMB SA, Брюссель, Бельгія) зі стандартизованим сніданком з високим вмістом жиру або без нього. Не спостерігалося статистично значущої різниці між умовами прийому натще та під час їди.

##### Фаза підтримки
Після досягнення бажаного рівня вітаміну D в сироватці крові за допомогою високої щоденної, щотижневої або щомісячної дози, або за допомогою одноразової дози, рекомендація Американської академії педіатрії передбачає підтримуючу дозу 400 МО для всіх вікових груп, при цьому ця доза подвоюється для недоношених дітей, темношкірих немовлят та дітей, які проживають у районах з обмеженим сонячним опроміненням (>37,5° широти), пацієнтів з ожирінням та тих, хто приймає певні ліки.

##### Особливі випадки
Для підтримки рівня кальцію в крові іноді призначають терапевтичні дози вітаміну D (до 100000 МО або 2.5 мг на день) пацієнтам, яким видалили паращитоподібні залози (найчастіше пацієнтам на діалізі нирок, які мали третинний гіперпаратиреоз, а також пацієнтам з первинним гіперпаратиреозом) або з гіпопаратиреозом. Пацієнтам із хронічними захворюваннями печінки або порушеннями кишкової мальабсорбції також можуть знадобитися більші дози вітаміну D (до 40000 МО, або 1 мг, щодня).

##### Спільне застосування з вітаміном К
Дослідження показали, що комбінація добавок вітаміну D та вітаміну K покращує якість кісток. Оскільки високе споживання вітаміну D є причиною підвищеного рівня кальцію (гіперкальціємії), додавання вітаміну K може бути корисним для запобігання кальцифікації судин, особливо у людей із хронічною хворобою нирок.

## Епідеміологія
Орієнтовний відсоток населення з дефіцитом вітаміну D варіюється залежно від порогу, який використовується для визначення дефіциту.
| Відсоток населення США | Визначення недостатності   | Дослідження          | Джерело |
| ---------------------- | -------------------------- | -------------------- | ------- |
| 69,5 %                 | 25(OH)D менше ніж 30 нг/мл | Чоудюрі та ін., 2014 | [ 108 ] |
| 77 %                   | 25(OH)D менше ніж 30 нг/мл | Гінде та ін., 2009   | [ 109 ] |
| 36 %                   | 25(OH)D менше ніж 20 нг/мл | Гінде та ін., 2009   | [ 109 ] |
| 6 %                    | 25(OH)D менше ніж 10 нг/мл | Гінде та ін., 2009   | [ 109 ] |

Рекомендації щодо рівнів 25(OH)D у сироватці крові різняться залежно від джерел та, ймовірно, залежать від таких факторів, як вік. Розрахунки епідеміології дефіциту вітаміну D залежать від рекомендованого порогового рівня.
У звіті Інституту медицини (IOM) за 2011 рік рівень достатності встановлений на 20 нг/мл (50 нмоль/л), тоді як того ж року Ендокринологічне товариство визначило достатній рівень у сироватці крові 30 нг/мл й інші встановили рівень 60 нг/мл. Станом на 2011 рік більшість референс-лабораторій використовували рівень 30 нг/мл.
Застосовуючи стандарт IOM до даних NHANES щодо рівнів у сироватці крові, за період з 1988 по 1994 рік 22 % населення США мало дефіцит, а 36 % мали дефіцит у період з 2001 по 2004 рік. Застосовуючи стандарт Ендокринного товариства, 55 % населення США мали дефіцит у період з 1988 по 1994 рік, а 77 % мали дефіцит у період з 2001 по 2004 рік.
У 2011 році Центри контролю та профілактики захворювань застосували стандарт IOM до даних NHANES про рівні в сироватці крові, зібраних між 2001 і 2006 роками, і визначили, що 32 % американців мали дефіцит протягом цього періоду (8 % мали ризик дефіциту та 24 % мали ризик недостатності).

## Історія
Роль дієти у розвитку рахіту була визначена Едвардом Мелланбі між 1918 і 1920 роками. У 1921 році Елмер Макколлум виявив антирахітну речовину, що міститься в деяких жирах, яка може запобігати рахіту. Оскільки нововиявлена речовина була четвертим ідентифікованим вітаміном, її назвали вітаміном D (четверта літера латинського алфавіту). Нобелівську премію з хімії 1928 року було присуджено Адольфу Віндаусу, який відкрив стероїд 7-дегідрохолестерин, попередник вітаміну D. Потенційну протиракову роль метаболіту вітаміну D кальцифедіолу епідеміологічно спостерігали Френк Гарланд та Седрік Гарланд у 1980-х роках а пізніше клінічно її спостерігали Майкл Ф. Холік та Рафаель Е. Куомо.
До збагачення молочних продуктів вітаміном D рахіт був серйозною проблемою громадського здоров'я. У Сполучених Штатах молоко збагачували 10 мікрограмів (400 МО) вітаміну D на кварту з 1930-х років, що призвело до різкого зниження кількості випадків рахіту.

## Дослідження
Деякі дані свідчать про те, що дефіцит вітаміну D може бути пов'язаний з гіршим результатом лікування деяких видів раку, але доказів недостатньо, щоб рекомендувати призначення вітаміну D таким пацієнтам. Прийом добавок вітаміну D не має суттєвого впливу на ризик раку. Однак, вітамін D3, здається, знижує ризик смерті від раку, але існують занепокоєння щодо якості даних. Тим не менш, дослідження показують, що дефіцит вітаміну D пов'язаний з підвищеним ризиком розвитку меланоми. Низький рівень 25-гідроксивітаміну D, що зазвичай використовується як маркер вітаміну D, вважається фактором, що сприяє підвищенню ризику розвитку та прогресування різних видів раку.
Вітамін D потребує активації ферментами цитохрому P450 (CYP), щоб стати активним та зв'язатися з рецептором вітаміну D (VDR). Зокрема, CYP27A1, CYP27B1 та CYP2R1 беруть участь в активації вітаміну D, тоді як CYP24A1 та CYP3A4 відповідають за деградацію активного вітаміну D. CYP24A1, основний катаболічний фермент кальцитріолу, надмірно експресується в тканинах та клітинах меланоми. Ця надмірна експресія може призвести до зниження рівня активного вітаміну D у тканинах, що потенційно сприяє розвитку та прогресуванню меланоми.
Кілька класів ліків та натуральних продуктів для здоров'я можуть модулювати ферменти CYP, пов'язані з вітаміном D, потенційно спричиняючи зниження рівня вітаміну D та його активних метаболітів у тканинах, що свідчить про те, що підтримка адекватного рівня вітаміну D, тобто уникнення дефіциту вітаміну D, або за допомогою харчових добавок, або шляхом модуляції метаболізму CYP, може бути корисним для зниження ризику розвитку меланоми.
Вважається, що дефіцит вітаміну D відіграє певну роль у патогенезі неалкогольної жирової хвороби печінки.
Дані свідчать про те, що дефіцит вітаміну D може бути пов'язаний з порушенням імунної функції. Люди з дефіцитом вітаміну D можуть мати проблеми з певними видами інфекцій. Також вважається, що він корелює із серцево-судинними захворюваннями, діабетом 1 типу, діабетом 2 типу та деякими видами раку.
Оглядові дослідження також виявили зв'язок між дефіцитом вітаміну D та прееклампсією.